# لتست دو بوک
شهر لتست دو بوک (به فرانسوی: La Teste-de-Buch) در شهرستان ژیروند در ناحیه ناحیه آکیتن با جمعیت ۲۴٬۹۱۱ نفر در کشور فرانسه واقع شده‌است